# Donja Bejašnica
Donja Bejašnica (en serbe cyrillique : Доња Бејашница) est un village de Serbie situé dans la municipalité de Prokuplje, district de Toplica. Au recensement de 2011, il comptait 7 habitants.

## Démographie
| 1948 | 1953 | 1961 | 1971 | 1981 | 1991 | 2002 | 2011 |
| ---- | ---- | ---- | ---- | ---- | ---- | ---- | ---- |
| 156  | 157  | 134  | 69   | 59   | 33   | 14   | 7    |

|  |